# Svenska Spindlar

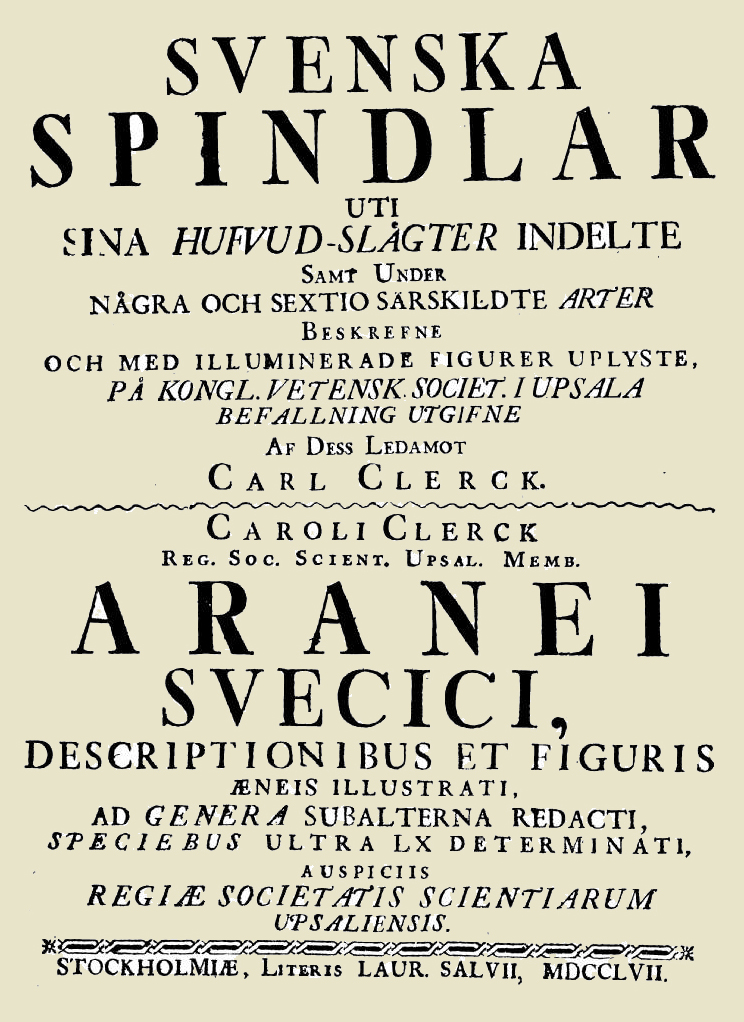
Titelseite von Clercks 1757 erschienenen Werk Svenska Spindlar

Svenska Spindlar (deutsch: „Schwedische Spinnen“) von Carl Alexander Clerck aus dem Jahr 1757 ist das erste umfassende Werk über die Spinnentiere Schwedens und eine der ersten regionalen Monografien einer Tiergruppe weltweit. Das Werk umfasste 162 Textseiten (davon 8 unpaginierte) und 6 Farbtafeln. Es erschien in Stockholm in schwedischer Sprache mit einer etwas kleiner formatierten lateinischen Übersetzung. Der vollständige Titel lautete: Svenska Spindlar uti sina hufvud-slågter indelte samt under några och sextio särskildte arter beskrefne och med illuminerade figurer uplyste. – Aranei Svecici, descriptionibus et figuris æneis illustrati, ad genera subalterna redacti, speciebus ultra LX determinati.
Clerck wandte darin für 66 detailliert beschriebene schwedische Spinnenarten zum ersten Mal in einem zoologischen Werk konsequent die binäre Nomenklatur an, die Carl von Linné 1753 für die Botanik benutzt hatte und die er ein Jahr später 1758 in der 10. Ausgabe seines Werkes Systema Naturae für mehr als 4000 Tierarten vorstellte.

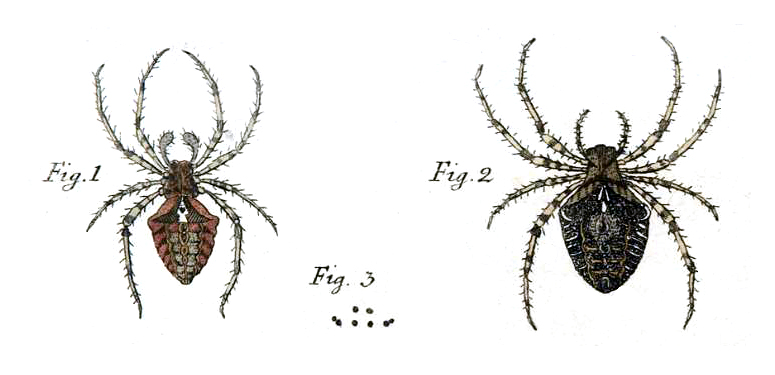
Original-Abbildung von Männchen und Weibchen von Araneus angulatus auf Tafel 1 in Clercks Werk

## Bearbeitung der Spinnentiere
Für die Spinnen, die Clerck im modernen Sinn auffasste und Weberknechte ausdrücklich ausschloss, benutzte er einen einzigen Gattungsnamen (Araneus) und fügte diesem jeweils einen Artnamen hinzu, der nur aus einem Wort bestand. Jede Art wurde im schwedischen Text mit ihrem wissenschaftlichen lateinischen Namen vorgestellt, es folgten Angaben darüber, wann er das Tier gefunden hatte, und eine detaillierte Beschreibung von Augen, Beinen und Tierkörper. Auch die Unterschiede der Geschlechter wurden genau beschrieben. Jede Art wurde in beeindruckend naturgetreuen Zeichnungen auf farbigen Kupfertafeln illustriert.

## Wirkung und Bedeutung des Werkes

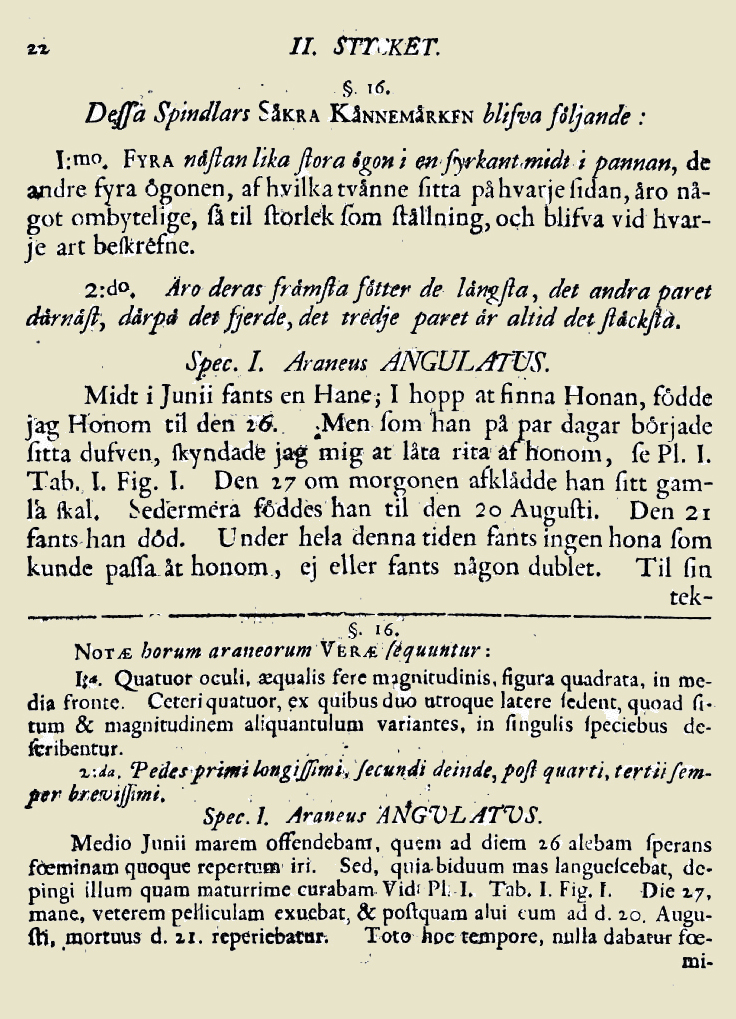
Originalbeschreibung von Araneus angulatus auf Seite 22 in Svenska Spindlar, der ersten von bislang 1,5 Millionen Tierarten, die in der modernen Zoologie einen verfügbaren wissenschaftlichen Namen bekommen haben.
Beschreibung auf Schwedisch, darunter in etwas kleinerer Schrift eine lateinische Übersetzung. Die moderne Zoologie begann in schwedischer Sprache.

Aufgrund der außergewöhnlich gründlichen Bearbeitung der Spinnenarten wurden die darin vorgeschlagenen Artnamen (die Linné 1758 in Systema Naturae mit geringen Änderungen übernahm) in der Arachnologie seit jeher traditionell als binominal anerkannt, was später auch offiziell im zoologischen Nomenklaturcode berücksichtigt wurde. Dies bedeutet, dass im Zweifelsfall die von Clerck 1757 vorgeschlagene Schreibweise eines Namens Priorität vor der von Linné 1758 hat (z. B. Araneus statt Aranea), und dass Clercks Spinnen damit die ersten Tiere sind, die in der modernen Zoologie einen bis heute verfügbaren wissenschaftlichen Namen bekommen haben.

## Jahreszahl 1757 oder 1758
Traditionell verwendeten die Arachnologen die Jahreszahl 1757 für die von Clerck beschriebenen Tiernamen und ignorierten damit bewusst und erfolgreich, dass in der zoologischen Nomenklatur generell kein Tiername in einem vor 1758 erschienenen Werk als verfügbar betrachtet werden durfte. Die Spinnennamen Clercks wurden von Linné 1758 zwar übernommen und Linné hätte problemlos als Autor fungieren können. In der Arachnologie wurde jedoch auf Clercks Autorenschaft bestanden, was möglicherweise damit zu tun hatte, dass Linné gelegentlich auch andere Autoren zitierte und es im Sinne der Stabilität der Namen sicherer schien, sich ausschließlich auf Clercks Beschreibungen zu stützen. Hinzu kommt, dass etliche der vor über 250 Jahren beschriebenen und in Alkohol konservierten Tiere noch heute im Naturhistoriska Riksmuseet in Stockholm erhalten sind und für Studienzwecke verwendet werden können.
Im Jahr 1999 wurde im Rahmen der 4. Ausgabe des ICZN-Code entschieden, dass Clercks Namen verfügbar sein sollten, allerdings zu zitieren mit der Jahreszahl 1758. Damit wurde im ICZN-Code ein Widerspruch eingebaut, denn einerseits wurde das Publikationsdatum von Systema Naturae für den 1. Januar 1758 festgelegt, andererseits wurde bestimmt, dass Clercks Werk (das im ICZN-Code Art. 3 fälschlich mit dem lateinischen Untertitel Aranei Svecici zitiert wird) als bereits vorher publiziert betrachtet werden sollte. Die Frage, wie etwas vor dem 1. Januar, jedoch noch im Jahr 1758 publiziert werden konnte, wird nicht zufriedenstellend beantwortet.
Ein schwerwiegender Widerspruch liegt darin, dass eine der fundamentalsten Regeln der zoologischen Nomenklatur verletzt wird. Als Jahreszahl für den Namen einer Tierart wird grundsätzlich das tatsächliche Publikationsjahr angegeben. Der ICZN-Code schreibt hier nun seit 2000 eine Ausnahme vor. Die neue Regelung wurde von vielen Forschern missverstanden, die glaubten, durch die Festlegung auf 1758 für Clercks Werk und das Datum 1. Januar für Systema Naturae hätte sich nun die Priorität geändert. Dies führte 2007 dazu, dass sogar ein Fall vor die ICZN-Kommission gebracht wurde, da die Forscher sich nicht mehr sicher waren, ob der Gattungsname nun Araneus Clerck oder Aranea Linné lauten sollte. Die Jahreszahl 1758 für Clercks Spinnen konnte ihrer Meinung nach so interpretiert werden, dass das am 1. Januar publizierte Linnéische Werk nun Priorität haben musste. Die Kommission sah sich 2009 gezwungen, obwohl dies bereits explizit im Code stand, noch ein weiteres Mal deutlich herauszustellen, dass nach der Regelung Clercks Name Priorität habe und zu verwenden sei.
Da sich die Arachnologen auch vorher nicht an den ICZN-Code gehalten hatten, bleibt abzuwarten, ob sich die Jahreszahl 1758 für Clercks Spinnen tatsächlich durchsetzt. Einiges spricht dafür, dass 1758 als Datum nicht einhellig akzeptiert wird, auch nicht außerhalb der Arachnologie. Beispielsweise wird in der AnimalBase-Datenbank, die alle Tiergruppen behandelt und wo Svenska Spindlar im Jahr 2004 digitalisiert wurde, mit Hinweisen auf die Widersprüche im Code und die nach 2000 daraus entstandenen Missverständnisse und Unsicherheiten bewusst die Jahreszahl 1757 verwendet. Auch in Wikipedia scheint sich das tatsächliche Publikationsdatum 1757 als Jahreszahl für Clercks Spinnenarten durchzusetzen, sowohl beim Namen Araneus (in der deutschen sowie in der englischen, französischen und italienischen Version, September 2010), als auch bei den entsprechenden Artnamen. Auch Encyclopedia of Life, eine der zentralen Datenbanken der Biodiversitätsinformatik, scheint 1757 zu bevorzugen (Stand September 2010).